# Luis Celleri
Luis Celleri (fl. XX secolo) è stato un arbitro di calcio argentino, internazionale negli anni 1920.

## Carriera
Nell'ambito della stagione 1925 Celleri fu impiegato in due occasioni rilevanti: fu chiamato ad arbitrare un incontro internazionale, la Copa Rosa Chevallier Boutell del 9 luglio, e lo spareggio per il titolo della Copa Campeonato 1925 tra Huracán e Nueva Chicago. Durante quella gara vi furono delle intemperanze, sia tra giocatori che ai danni dello stesso Celleri; il direttore di gara dapprima fischiò la fine dell'incontro sul punteggio di 1 a 1; in seguito, rettificò la propria decisione e chiese alle squadre di tornare in campo per i tempi supplementari: l'Huracán accettò mentre il Nueva Chicago non si presentò, perdendo il titolo. Nel 1926 fu impiegato nella Copa Campeonato della Asociación Argentina de Football; vi debuttò il 2 maggio, arbitrando Colegiales-Huracán. Nel campionato 1927 esordì dirigendo Sportivo Barracas-Tigre il 20 marzo, giorno della 1ª giornata. Nella Primera División 1928 fu impiegato per la prima volta in occasione di Argentino de Quilmes-Barracas Central, nel primo turno di gare, tenutosi il 15 aprile. Nel Concurso Estímulo 1929 e nella Primera División 1930 non fu mai utilizzato. Prese parte, poi, alla Primera División 1931, la prima edizione professionistica del campionato argentino, organizzata dalla Liga Argentina de Football. In tale competizione debuttò il 12 luglio 1931, all'8º turno, arbitrando Huracán-Argentinos Juniors: al termine del torneo contò 6 presenze. Continuò l'attività a livello nazionale almeno fino al 1937.